# Odilampi
Odilampi est un étang des quartiers Petikko de Vantaa et Kalajärvi d'Espoo en Finlande.

## Géographie
Odilampi est un petit lac à la frontière d'Espoo et de Vantaa, près de la Vihdintie. 
L'émissaire de l'Odilampi s'écoule dans l'Herukkapuro (fi) du côté de Vantaa. 
Il y a une plage publique sur la rive ouest de l'Odilampi.
L'eau d'Odilampi est brune. 
Odilampi a une végétation aquatique dense et le lac est en proie à une prolifération végétale. Odilampi a des problèmes d'oxygènation.